# Koenigsegg CC
La Koenigsegg CC è stata la prima autovettura costruita dalla Koenigsegg dal 1996 fino al 2001.

## Storia
Nel 1994 Christian von Koenigsegg iniziò a progettare quella che sarebbe stata la prima supercar svedese. La sportiva fu ultimata nel 1996 ed esordì quell’anno a Anderstorp, guidata e testata dal pilota Rickard Rydell. La meccanica è stata dotata del V12 Subaru-Coloni da 590 cavalli poi testato anche sul secondo prototipo. Il motore purtroppo risultò difettoso e poco affidabile tanto da essere sostituito con un V8 Audi 4.2 litri. Attualmente il secondo prototipo è esposto al Motola motormuseum a 200 chilometri da Stoccolma. Nell'anno 2000 al Salone dell'automobile di Parigi viene presentata la terza versione del prototipo con un nuovo design e nuovo motore V8 da 655 CV che sarà presente anche sull'ultima versione del prototipo fino alla nuova Koenigsegg CC8S.

## Prestazioni
- V12 (1996-1997)
- 0-100: 3,1 secondi
- Velocità massima: 354 Km/h
- V8 (2000-2001)
- 0-100: 3,5 secondi
- Velocità massima: 386 km/h